# AS 532 (航空機)
AS 532 クーガー
フランス空軍のユーロコプター AS 532L1
- 用途：中型汎用ヘリコプター
- 設計者：アエロスパシアル
- 製造者：アエロスパシアル、後にユーロコプター
- 運用者

-  フランス（フランス空軍・フランス陸軍）
-  オランダ（オランダ空軍）
-  トルコ（トルコ空軍・トルコ陸軍）他

- 初飛行：1977年9月（原型機）
- 運用状況：現役

AS 532は、双発の汎用ヘリコプターで、愛称はクーガー（Cougar）。フランスのアエロスパシアルで開発され、後に同社のヘリコプター部門が合併したユーロコプター（現エアバス・ヘリコプターズ）で製造されている。SA 330 ピューマをアップグレードしたAS 332 シュペル・ピューマから、1990年に軍用型を分離したものである。この後継機として開発されたものがユーロコプター EC 725である。

## 設計と開発
AS 332 シュペルピューマは、SA 330 ピューマの後継機として設計され、1977年9月に初飛行した。これは、出力1,330kWのチュルボメカ マキラ 1A1 ターボシャフトエンジン二基、グラスファイバー製のローターブレード、改良された降着装置とテールフィンを装備していた。
1990年、軍用のAS 332は、AS 532に形式が変更され、愛称もクーガーに改称された。これは、民間用と軍用の市場を区別するためのものであり、AS 365 ドーファンの軍用型も同年にAS 565 パンテルに改称されている。ユーロコプターの社名変更に伴い、現在はH215Mと改称されている。
固有の武装は持たないが、武装型はガンポッド、ロケットランチャーの搭載、ドアガンの運用が可能とされている。

## 派生型

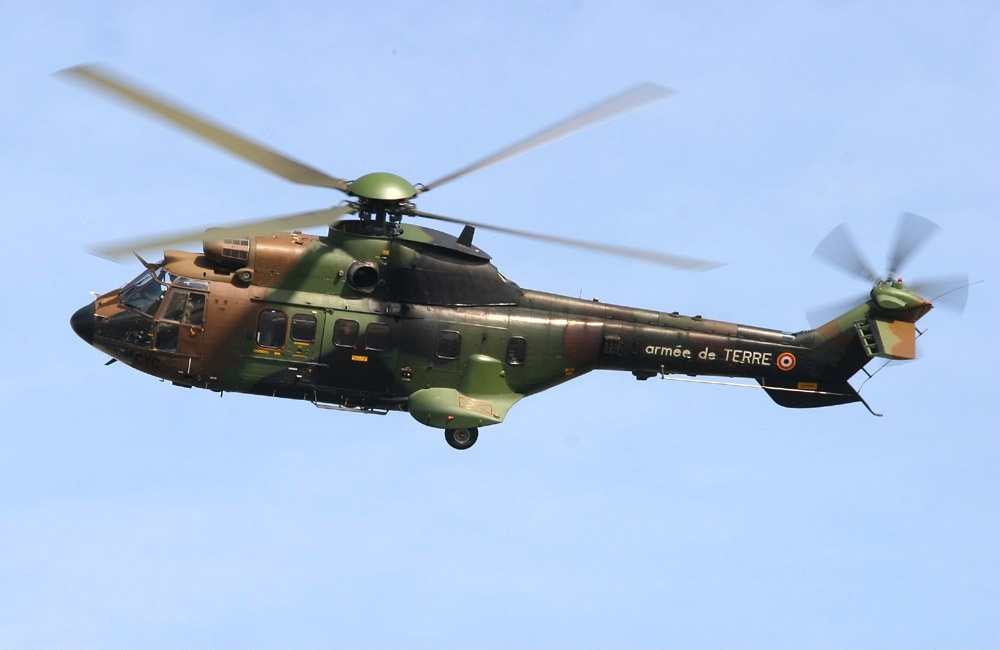
フランス陸軍のAS 532UL

AS 532UL/AL
長胴型で、AS 332M1に相当。2名の乗員と29名の兵士か、6名の担架に乗せられた負傷者と他に10名を乗せることができる。また、4.5トンの貨物を吊り下げることができる。非武装型のAS 532ULには、オリゾン（Horizon）戦場監視システムが搭載できる。武装型のAS 532ALは、20mm機関砲ポッド、68mm ロケットランチャー、ドアガンなどの多くの武装を装備できる。
AS 532SC
海軍向け。AM39 エグゾセミサイルを装備しての対艦戦（ASuW：Anti-surface unit warfare）、可変深度ソナーと魚雷を装備しての対潜戦（ASW：Anti-submarine warfare）、捜索救難、そして、海上の警備に使われている。
AS 532 Mk2 RESCO
フランス陸軍の戦闘捜索救難（フランス語: RESCO：Recherche Et Sauvetage au COmbat）バージョン。

## 運用国
- アルバニア
  - アルバニア空軍 - 2023年時点で、4機のAS 532ALを保有しているが、稼働状態は疑わしいとされている[5]。
- アルゼンチン
- ボリビア
  - ボリビア空軍
- ブラジル
  - AS 532は、ブラジルのHelibras（英語版）でライセンス生産されている[6][7]。ブラジル陸軍は、ユーロコプター EC 725シュペルピューマのブラジルのライセンス生産バージョンを使用する予定である[8]。
  - ブラジル陸軍
  - ブラジル海軍
  - ブラジル空軍
- ブルガリア
  - ブルガリア空軍 - AS 532AL戦術輸送ヘリコプター8機と、CASR タイプ4機[9]。
- カンボジア
- チリ
  - チリ海軍 - AS 532SC "SH-32 クーガー" ASW/ASuW 5機。AM39 エグゾセ2発か、Mk.46軽量魚雷2発を装備できる。
  - チリ陸軍 - 2010年、陸軍特殊部隊向けに、8機のAS 532Lが配備された。
- 中国
  - 中国人民解放軍空軍
  - 中国人民解放軍陸軍
- コンゴ民主共和国
- エクアドル
  - エクアドル陸軍 - 5機が配備された[10]。
- フランス
  - フランス空軍
  - フランス陸軍 - 2023年時点で、24機のAS 532ULを保有している[11]。
- ガボン
- ドイツ
  - ドイツ空軍（ルフトバッフェ） - 要人の輸送や議会による使用のために、政府の航空輸送手段としてドイツ国防省によって採用された。2024年時点で、3機のAS 532U2を保有[12]。
- インドネシア
- ヨルダン
- クウェート
  - クウェート空軍
- マラウイ
  - マラウイ空軍 - 2024年時点で、1機のAS 532ULを保有[13]。
- メキシコ[14]
- モロッコ
- マレーシア
- 北キプロス・トルコ共和国
  - 北キプロス・トルコ共和国陸軍 - 2機保有。
- ネパール
- オランダ
  - オランダ空軍 - AS 532ULのアップグレード（長胴型）であるAS 532U2（Mk2）を運用している。2009年、オランダ空軍は第300飛行隊の17機のヘリコプターの能力向上（Mid-life update）を実施した。2011年5月9日にはじまったオランダの内閣は、9機を退役させ、8機を残すことに決めた。
- ナイジェリア
- オマーン
- パナマ
- カタール
- サウジアラビア
- シンガポール
  - シンガポール空軍 - 第126飛行隊が12機のAS 532ULを運用している。2023年時点で12機のAS 532ULを保有している[15]。
- スロベニア
  - スロベニア空軍及び防空軍（英語版）
- 韓国
  - 大韓民国空軍 - 1988年7月に初めて導入した。
- スペイン
  - スペイン空軍
  - スペイン陸軍
- ポルトガル
- スウェーデン
- スイス
  - スイス空軍 - クーガー12機。
- タイ
- トーゴ
- トルコ
  - トルコ空軍
  - トルコ陸軍
  - 1998年10月1日にトルコ航空宇宙産業とユーロコプターが契約を結び、30機を購入する契約を結んだ。2機はフランスからの輸入され、残り28機はTAIでライセンス生産される。トルコの企業ネタス（トルコ語版）とアセルサンは、ヘリコプターのアビオニクスと飛行システムを担当した。エンジン、ポール、ギアボックスを除く、ヘリコプターの胴体部の100%がTAI施設で生産された。2003年6月に最後のヘリコプターが納入された。1997年から2003年にかけてはAS-532 (UTILITY)を6機、AS-532捜索救難型を14機、AS-532戦闘捜索救難型を6機製造し、計48機をライセンス生産した[16][17]。
- アラブ首長国連邦
- ベネズエラ
- ジンバブエ
  - ジンバブエ空軍（英語版）

### 導入を検討した国
カナダは、CH-113 ラブラドールとして運用したV-107の後継としてクーガーの購入を検討したが、結局CH-149 コルモラントを購入することにした。

## 特筆すべき事故
- 2012年7月25日 - イタリアとの国境に近いフランスのアルプ＝ド＝オート＝プロヴァンス県にあるヴェルドン峡谷（英語版）の切り立った崖で、試験飛行中のクーガーが墜落した。6人が死亡し、その全員がユーロコプターの社員だった。目撃者によれば、ヘリコプターは送電線に接触したという。このヘリコプターは、アルバニア陸軍に納入される予定だった[19][20]。
- 2017年5月31日 - トルコ南東アナトリア地方シュルナク県の山岳地域で、トルコ軍のクーガーが離陸から3分後に高圧線に引っかかり墜落し、軍警察第23国境師団司令部司令官のアイドアン・アイドゥン少将を含む将兵13人が殉職した。アイドゥン少将の指揮のもと、現場では43日間分離主義テロ組織に大打撃を与える数多くの包括的なテロ掃討作戦が実行されていた[21]。

## 仕様 (AS532 UB)
出典: CharacteristicsBrassey's World Aircraft & Systems Directory
諸元
- 乗員: 2名
- 定員: 25名
- 全長: 15.53m （50ft 111⁄2in）
- 全高: 4.92m （16ft 2in）
- ローター直径: 15.6m （51ft 2in）
- 空虚重量: 4,610kg
- 有効搭載量: 4,930kg
- 最大離陸重量: 9,000kg
- 動力: チュルボメカ マキラ 1A1 ターボシャフト、各最大1,400kW、持続1,185kW    × 2

性能
- 超過禁止速度: 278km/h=M0.23
- 最大速度: 278km/h=M0.23
- 巡航速度: 258km/h=M0.21
- フェリー飛行時航続距離: 776km
- 航続距離: 573km
- 実用上昇限度: 3,450m
- 上昇率: 7.2m/s